# مبينا علي نسب
مبينا علي نسب (مواليد 7 أغسطس 2000) (بالفارسية: مبینا علی‌نسب) لاعبة شطرنج إيرانية.
بطلة إيران للشطرنج سنة 2017.

## مسيرتها
في عام 2016، فازت ببطولة آسيا للشباب في الشطرنج، وفازت بالمركز الثاني في بطولة العالم للشباب للشطرنج في فئة الفتيات تحت 16 عامًا.
في عام 2017، فازت ببطولة الشطرنج الإيرانية للسيدات. شاركت في بطولة العالم للشطرنج النسوية سنة 2018.
لعبت مبينا للمنتخب الإيراني في أولمبياد الشطرنج للسيدات.

## روابط خارجية
- مبينا علي نسب على موقع الاتحاد الدولي للشطرنج (الإنجليزية)
- مبينا علي نسب على موقع مباريات الشطرنج (الإنجليزية)
- مبينا علي نسب على موقع 365Chess.com (الإنجليزية)
- مبينا علي نسب على موقع Chesstempo.com (الإنجليزية)